# Hilda Conkling
Hilda Conkling (8 de octubre de 1910 – 26 de junio de 1986; Northampton, Massachusetts, Estados Unidos de América) fue una poeta estadounidense quien destacó por haber compuesto la mayor parte de su poesía durante su infancia, entre la edad de cuatro y diez años.

## Biografía
Hilda fue hija de Grace Hazard Conkling, también poeta y profesora asistente de inglés en el Colegio Smith en Northampton, Massachusetts.  El padre de Hilda murió cuando ella apenas contaba cuatro años de edad; tenía una hermana dos años mayor llamada Elsa.  Durante su infancia compuso la mayoría de sus poemas, más nunca los escribió ella misma. Estos salían por medio de la conversación con su madre, quien escribía las palabras de Hilda en el momento o después de memoria.  Siendo éste el caso, ella después se los leía de nuevo a Hilda, quien le corregía cualquier diferencia de sus palabras originales.

## Poesía
La poesía de Hilda tocaba temas principalmente relacionados con la naturaleza; algunas veces en forma simplemente descriptiva, otras con una mezcla de fantasía.  Otros temas comunes a los que recurrió fueron el amor a su madre, cuentos y ensoñaciones, e imágenes de libros de los cuales gustaba.  A menudo estos temas se entremezclan, y continuamente hace uso de la metáfora en sus descripciones de animales y plantas.
Durante la adolescencia, Hilda dejó de componer o sus poemas dejaron de ser escritos.  Se desconoce su obra a partir de esta etapa.
Tres colecciones de la poesía de Hilda fueron publicada durante su vida: Poemas por una pequeña niña (Poems by a Little Girl, 1920), con prefacio de Amy Lowell; Zapatos del viento (Shoes of the Wind, 1922), y Cuerno de plata (Silverhorn, 1924).  Sus poemas fueron incluidos en las antologías de Silver Pennies (1925) y Sing a Song of Popcorn (1988). Antes de su primer libro ya había sido publicada en varias revistas literarias entre las cuales destacan Poetry: A Magazine of Verse, The Delineator, Good Housekeeping, The Lyric, St. Nicholas Magazine, y Contemporary Verse.